# Gumowo (Ostrów Mazowiecka)
Pour les articles homonymes, voir Gumowo.
Gumowo (prononciation : [ɡuˈmɔvɔ]) est un village polonais de la gmina de Stary Lubotyń dans le powiat d'Ostrów Mazowiecka de la voïvodie de Mazovie dans le centre-est de la Pologne.
Il se situe à environ 3 kilomètres au sud-est de Stary Lubotyń (siège de la gmina), 14 kilomètres au nord d'Ostrów Mazowiecka (siège du powiat) et à 101 kilomètres au nord-est de Varsovie (capitale de la Pologne).

## Histoire
De 1975 à 1998, le village appartenait administrativement à la voïvodie d'Ostrołęka.